# Rappresentanza del Land Meclemburgo-Pomerania Anteriore presso la Federazione (Berlino)
La rappresentanza del Land del Meclemburgo-Pomerania Anteriore presso la Federazione (in lingua tedesca: Vertretung des Landes Mecklenburg-Vorpommern beim Bund) è la rappresentanza statale dello Stato federale tedesco del Meclemburgo-Pomerania Anteriore a Berlino presso le istituzioni della Repubblica Federale di Germania.
La rappresentanza ha sede nella zona dei "giardini ministeriali" (in tedesco: In den Ministergärten), in un edificio in comune con la rappresentanza del Brandeburgo.

## Storia
Il Meclemburgo-Pomerania Anteriore, come tutti gli Länder tedeschi, tutela i propri interessi nei confronti degli organi federali e degli altri Länder con una rappresentanza statale nella capitale.
Dalla ricostituzione del Land nel 1990 nell'ambito della riunificazione tedesca fino al 1994, l'ufficio di rappresentanza si trovava a Bonn, precedente capitale della Germania Ovest. Successivamente, la rappresentanza si trasferì nella nuova capitale, Berlino, per spostarsi definitivamente nella sede attuale nel 2001.
Dal punto di vista organizzativo, fino al 2021 la rappresentanza statale faceva parte della Cancelleria di Stato, mentre ora ricade sotto la competenza del Ministero della Scienza, della Cultura, degli Affari federali ed europei del Land.

## Edificio

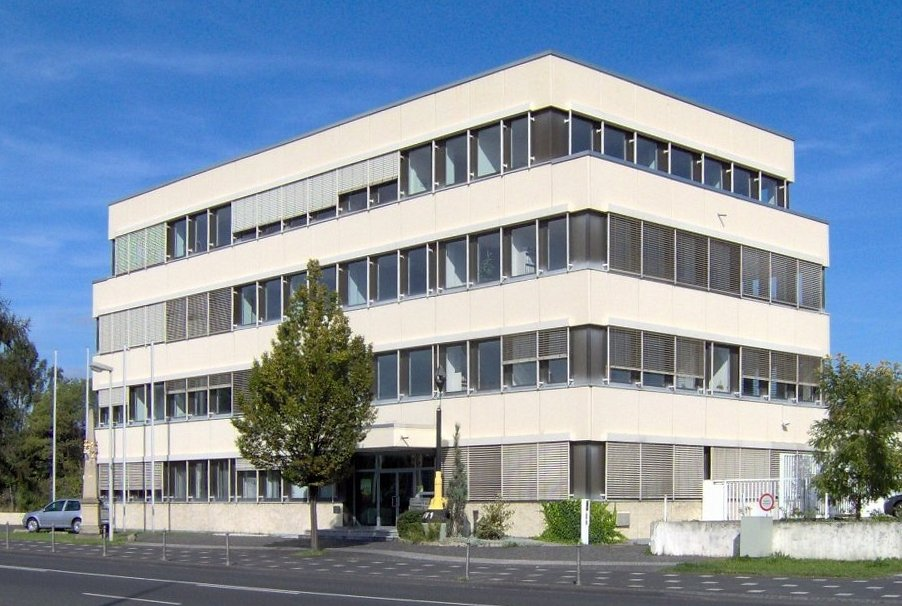
Edificio a Bonn (2006)

### A Bonn
La prima rappresentanza è stata aperta a Bonn nel 1990, congiuntamente a quella della Sassonia, all'interno dell'edificio utilizzato dall'ex rappresentanza permanente della DDR, una casa a tre piani in Godesberger Allee 18. L'edificio è stato convertito a questo scopo tra il 1991 e il 1994. Oggi l'edificio è utilizzato dalla Società Tedesca di Nutrizione (DGE).

### A Berlino
Nel 1994 la rappresentanza del Meclemburgo-Pomerania Anteriore si è trasferita a Berlino come conseguenza della legge Berlino/Bonn, con la quale i ministeri e gli uffici federali furono trasferiti presso la nuova capitale. La prima rappresentanza a Berlino si trovata al numero 66 di Mohrenstrasse, in un palazzo utilizzato precedentemente come foresteria del Consiglio dei ministri della DDR e, attualmente, occupato dal Ministero federale del lavoro e degli affari sociali.
Nel 1997 venne indetto un concorso a livello europeo per la progettazione di un nuovo edificio da adibire a nuova sede delle rappresentanze permanenti presso la Federazione per i Land Meclemburgo-Pomerania Anteriore e Brandeburgo. Il concorso venne vinto dallo studio amburghese Gerkan, Marg und Partner assieme ai paesaggisti berlinesi Krafft-Wehberg-Wes & Partner.
La prima pietra è stata posata nel febbraio 2000, mentre l'inaugurazione avvenne il 18 ottobre 2001 alla presenza dei primi ministri Harald Ringstorff e Manfred Stolpe nonché dei ministri delle finanze Sigrid Keler e Dagmar Ziegler. Il costo totale per la costruzione dell'edificio è ammontato a 18,41 milioni di euro.
L'edificio è strutturato su due ali, non simmetriche fra loro. Al piano terra si trovano sale per le manifestazioni, al primo piano i locali per i servizi interni, al secondo piano i locali dei dipartimenti e al terzo piano gli ambienti direzionali delle due rappresentanze statali. l collegamento tra le due rappresentanze è una sala comune a più piani. Le superfici esterne dell'intero edificio sono decorate con ardesia e legno nordico, mentre le facciate interne sono rivestite in legno.
I giardini sono dotati di terrazze, zone acquatiche e pini del Brandeburgo. La cosiddetta Passeggiata del Filosofo offre la possibilità di fare brevi passeggiate.